# Red Army (huliganfirma)
Red Army är en huliganfirma som följer den engelska fotbollsklubben Manchester United. Även om termen Red Army i dag mest används för att hänvisa till klubbens fans i allmänhet, har huliganfirman varit en av de största firmorna inom brittisk fotboll. Firmamedlemmar (och firman själv) är ibland kända som The Men in Black, på grund av att medlemmarna klär sig i helsvarta kläder.
I sin bok Hotshot berättar Red Army-huliganen Harry Gibson att det också finns underavdelningar av firman känt som Young Munichs, Inter City Jibbers (ICJ), M58 Firm och Moston Rats. I sin bok Undesirables har Colin Blaney också uttalat att ICJ är dedikerad till att genomföra förvärvande former av brottslighet utöver fotbollshuliganism. Han hävdar att medlemmarna i gruppen har varit inblandade i att smugla narkotika till Europa och Asien från Latinamerika och Karibien, organisera fängelserymningar, genomföra väpnade rån, resa utomlands till Asien och fastlands-Europa för att stjäla smycken och begå gaturån. Det är den kriminella vingen för Red Army.

## Bakgrund
Red Army var namnet som gavs till Manchester United bortastöd under 1970-talet. Mest notoriskt under säsongen 1974–75, när Manchester United hade förflyttats från högsta ligan i engelsk fotboll och spelat en säsong i andra divisionen, orsakade Red Army förödelse på planer upp och ner i landet och besökte arenor där de ibland skulle vara flertaliga hemmasupportrarna. En medlem i Red Army knivhögg tillsammans med en Bolton Wanderers-supporter, en ung Blackpoolsupporter bakom Spion Kop på Bloomfield Road i Blackpool under en andra divisionsmatch den 24 augusti 1974. Offret hette Kevin Olsson, och detta ledde till införandet av publiksegregering och stängsel på fotbollsplaner i England.
Red Army var med i dokumentären Hooligan 1985, baserad runt West Ham Uniteds resa till Old Trafford i FA-cupens sjätte omgång. Den visar Red Army som slåss med Inter City Firm (ICF) runt i Manchester. De presenterades också i dokumentärserien The Real Football Factories. Ett avsnitt av BBC-dramat Life on Mars centrerades på fotbollshuliganism av Manchester United-fans på 1970-talet.
Deras aktiviteter har minskat sedan slutet av 1980-talet eftersom fotbollshuliganism i allmänhet har blivit ett mindre produktivt problem än det var i mer än ett decennium innan. 